# Emma Löwstädt-Chadwick
Emma Hilma Amalia Löwstädt-Chadwick, född Löwstädt 10 augusti 1855 i Stockholm, död 2 januari 1932 i Avignon i Frankrike, var en svensk målare och grafiker.

## Biografi
Emma Löwstädt-Chadwick var dotter till skräddarmästare Rudolf Löwstädt i Stockholm och sondotter till Carl Theodor Löwstädt. Hon var syster till Eva Löwstädt-Åström
Emma Löwstädt-Chadwick utbildade sig på Slöjdskolan i Stockholm, vid Fruntimmers Afdelningen på Konstakademien i Stockholm 1874–1880 och från 1881 vid Académie Julian i Paris samt för Jean Charles Cazin och Tony Robert-Fleury. 
År 1881 fick hon målningen Étude antagen på Parissalongen. Hon började som porträttmålare, men ägnade sig senare mest åt genremåleri. Hon målade även bilder av fransk kustbefolkning, framför allt i Bretagne, och reste till  USA, Spanien, Nordafrika, Italien, Sverige och till London och St. Ives i Cornwall i Storbritannien.
Hon gifte sig 1882 med den förmögne konstnären Francis Brooks Chadwick (1850–1942). Paret bosatte sig 1882 i Grez-sur-Loing i Frankrike, där de också efter några år köpte och drev Pension Chevillon – en samlingspunkt för ortens svenska konstnärskoloni. År 1892 byggde familjen en villa i byn. 
Löwstädt-Chadwick engagerade sig i opponentrörelsen i Sverige och blev medlem av det nybildade Konstnärsförbundet 1885. Hon var också medlem av Grafiska Sällskapet från dess grundande 1910. Hon är representerad i Nordiska Museet, i Linköpings museum, på Nationalmuseum i Stockholm och i utländska museer.

## Galleri

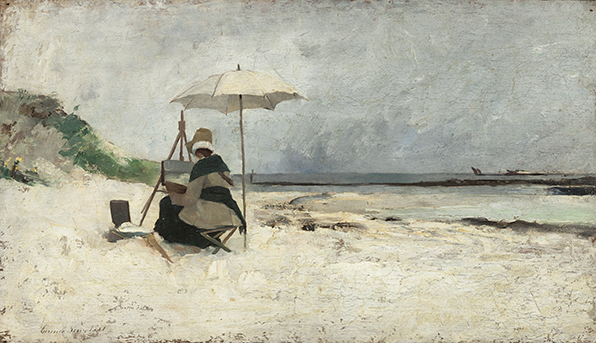
Beach Parasol, Brittany (Portrait of Amanda Sidwall) (1880)
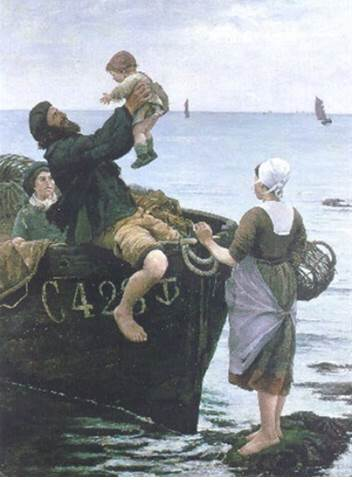
Off to Sea (u. å.)
Kustbild i dis. Studie (u. å.)
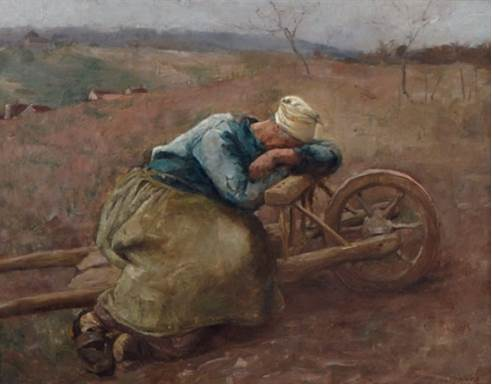
Woman Resting (u. å.)
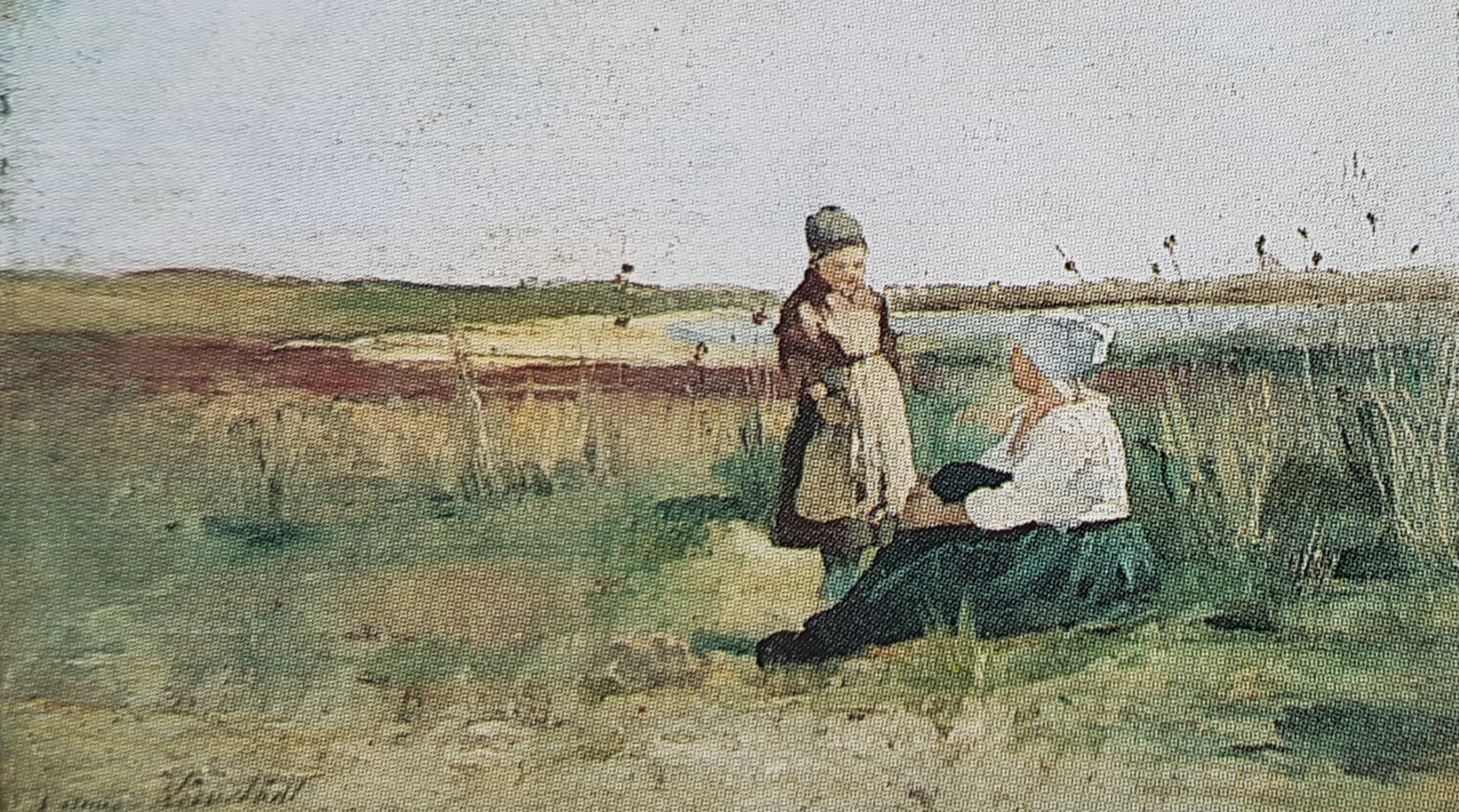
Landskap med mor och barn (u. å.)
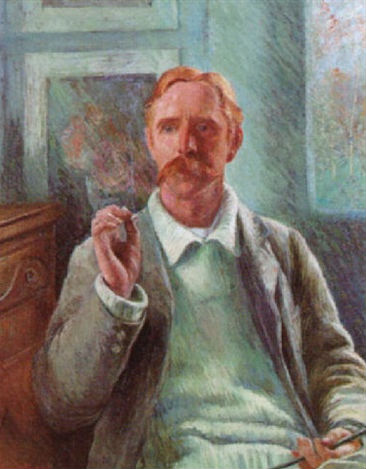
Portrait of her husband, the painter Francis Brooks Chadwick (u. å.)
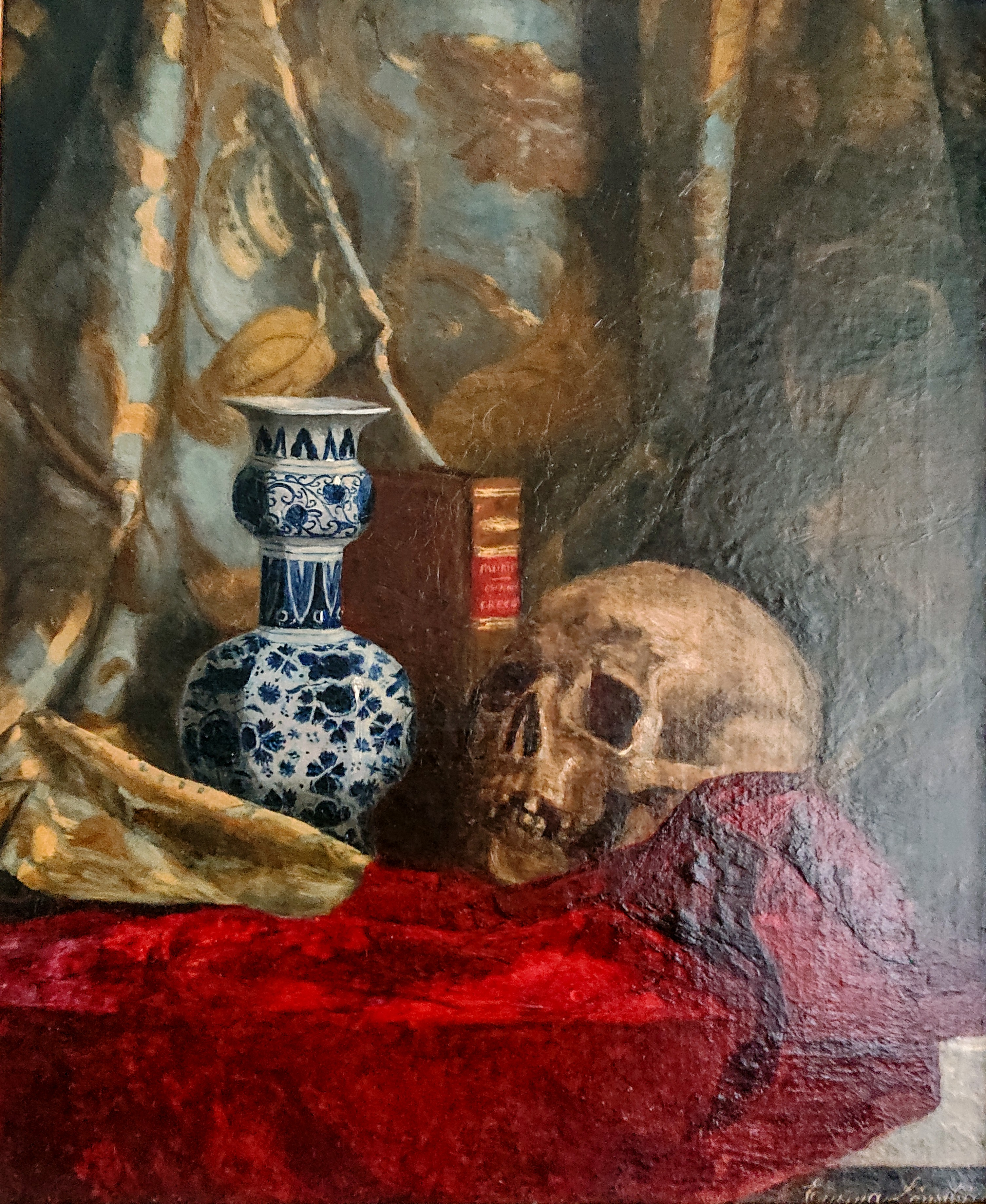
Vanitasstilleben med vas, bok och kranium, signerad Emma Löwstadt, olja på duk
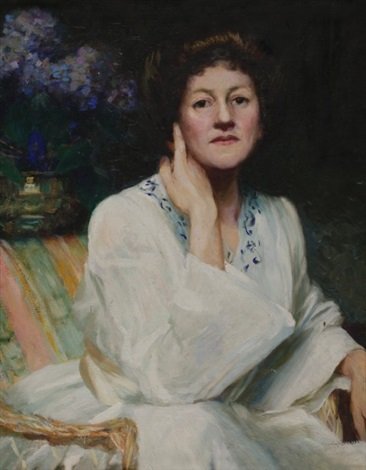
Emma Löwstädt-Chadwick syster Eva Löwstädt-Åström. porträtt av hennes man (Emma) Francis Brook Chadwick.